# هربرت لاوت
هربرت لاوت (انگلیسی: Herbert Loveitt؛ ۸ مارس ۱۸۷۴ – ۱۸ فوریه ۱۹۰۹) بازیکن راگبی ۱۵ نفره اهل بریتانیا بود. او در پست فول‌بک بازی می‌کرد و بیشتر دوران حرفه‌ای خود را در تیم Coventry RFC گذراند. لاوت در بازی‌های المپیک تابستانی ۱۹۰۰ به نمایندگی از بریتانیا شرکت کرد و موفق به کسب مدال نقره شد.